# 照明コンサルタント
照明コンサルタント（しょうめいコンサルタント）とは、照明に関するコンサルティングを行う専門家。コンサルタント。
なお日本では「照明コンサルタント」の名称は、一般社団法人照明学会が商標登録しており、同学会で認定している民間資格名称となっている。
資格は会主催の基礎講座を受講し、添削課題全6回の6割以上の得点をあげ、特別講義を履修すると修了。認定証授与となる。
実務経験等の受験資格の制限は設けていない。
同学会ではさらに、その会員向けにより高度な専門講座を設けており、その講座合格者であるスペシャリストを「照明士」に認定している。

## 主な仕事内容
照明に関する多数の専門知識による、人が生活・活動する上で必要不可欠な照明により明るく快適ですごしやすい照明環境の提案や企画・設計施工や監
理。
住宅・店舗・事務所などにおける照明計画・照明コンサルティング。

## 概要
照明コンサルタントは中島龍興著『照明[あかり]の設計』によると、空間という輪郭がすでにあって、そこに光を加えて景色をつくるという点で、仕事を浮世絵版画の工程にたとえて、絵師（照明デザイナー）よりも彫師や摺師と似ているといえるとしている。また照明を設計する者の腕の見せ所は、普通の人には見えない光を視覚化し、快適な光を創造することであり、シャンデリアなど光のオブジェ的な要素の強いものはともかく、照明器具が光るのではなく、環境空間を快適に美しく光らせることが照明設計の真髄とし、そのためには、光らせる対象物が十分でないと、照明による空間表現はむずかしいものとなってしまうとしている。
もともと照明コンサルタントの仕事の一端は、照明器具販売会社が誕生し近代に入って自社の製品をPRするためにサービスでおこなっていったという経緯をあげ、職能として十分に確立してきたわけではなく、照明コンサルタントといわれる職能が市民権を得たのは、アメリカ合衆国で1940年代以降のこととしている。
照明コンサルタントのさきがけに、リチャード・ケリーをその先駆者としてあげ、今日でも多くの照明コンサルタントは、なんらかの形で彼の影響を受けているとされているという。
リチャード・ケリーは学生時代に科学と建築を専攻、照明に関する初めての仕事は器具のデザインでその後、劇場の照明を手がける機会に恵まれ、そこで光が視覚心理に大きく影響することを知ったという。
日本で照明コンサルタントの職能が確立しだしたのは、おそらく1970年代だとしている。照明コンサルタント1980年代後半はおもに橋のライトアップや、公園、ホテル、公民館、集合住宅などの空間の照明設計をしてきたという。日本で照明設計が市民権を得ることがアメリカに比べて20から30年
ほど遅れた理由で第一にあげているのは、日本人の照明に対する関心の問題にあるとし、ほとんどの照明器具費は建築費の中に見積もられており、その建築を施主が購入する仕組みになっているため、照明にどれほどお金をかけているかの意識を持てないことが、日本のほうがより顕著だとしている。このため、日本の施主の多くは、照明はローコストで照度が出ていればよいと考えており、とくにオフィス・工場・学校などの照明は照度計算中心の設備設計の中で処理されており、照度よりも光の景観や快適性を重視している照明コンサルタントには、仕事の出番がなかったとしている。
こうして日本の多くの照明会社がおこなっていた照明設計は、照明器具選びや照度計算が主で、かなり機能的で、外見的な内容であったが、1970年代後半から日本の照明設計者の多くがアメリカの照明設計者の仕事に大きな影響を受けていったという。このとき単に光源や照明器具について熟知していればよいというのではなく、照明したい空間や対象の性質と建築デザイン、建築およびインテリアの材質や色、仕上げ、家具、ファブリックなどと人間の視覚心理、生理特性といった要素まで、詳細に考えて設計しており、照明経済においても同様に、かなりシビアに検討されていたという。
その後日本でも、照明に関心をもつ施主やクライアントが年々増え、さまざまな建築やランドスケープが、照明コンサルタントの手にかかるようになっていったが、日本で照明コンサルタントの仕事の対象になる空間は、おもに橋梁などの土木的価値のある建造物や、市民ホール・美術館などの公共建築に多く、住宅のようなプライベートな空間は、なかなか仕事になりにくいところがあったが、建築家や住宅会社からの依頼によるもので、住宅空間の対象も増えているとしている。